# 慢不規則變星
慢不規則變星（GCVS將之區分為L、LB、和LC三種類型）是在很不明確的展示週期中緩慢改變光排放量的變星。這種變星大多數都是晚期的K、M光譜類型，或是S-型星和碳星。LB-型通常都是巨星，而LC-型是展示出光度變化大約是1星等的超巨星 。

## 例子
- L-型：船底座V0341、雙子座OX
- LB-型：畢宿五（金牛座α）、飛馬座β、船尾座V0569（肉眼清晰可見，星等在1.85-2.74等之間變化）
- LC-型：心宿二（天蝎座α）、飛馬座ε、 天鶴座β